# Canal de Tory
Le canal de Tory, également appelé de son nom maori Kura Te Au — « rouge de sang » —, est un détroit des Marlborough Sounds, en Nouvelle-Zélande. Il fait communiquer la baie de Tōtaranui avec le détroit de Cook.
Lieu historique de la chasse à la baleine néo-zélandaise, le canal a vu s'implanter plusieurs stations baleinières de 1820 à 1964. L'intensité de cette pêche a fait presque disparaître les populations de cétacés.
La rapidité des courants qui parcourent le chenal a mené les autorités néo-zélandaises à envisager l'implantation d'une production électrique hydrolienne.

## Topographie et toponymie
Le canal de Tory constitue le plus petit des bras d'eau qui entourent l'île Arapaoa ; situé au sud de cette dernière, il relie la baie de Tōtaranui au détroit de Cook. Assez étroit, il mesure entre huit cents mètres et un kilomètre et demi de largeur pour une longueur d'environ dix-sept kilomètres.
Dans la légende maorie, le héros mythique Kupe aurait tué la pieuvre géante Te Wheke-a-Muturangi d'un coup de lance,. Le sang de l'animal aurait ensuite coulé par le canal. De fait, l'eau de celui-ci a des teintes rougeâtres, qui sont principalement dues à la forte densité de plancton et de krill.
Le nom anglais faisait référence au navire Tory de la Compagnie de Nouvelle-Zélande, qui mène en 1839 de nombreuses reconnaissances ans le détroit. Le nom officiel dans la nomenclature néo-zélandaise est établi le 1er août 2014, sous la forme « Tory Channel / Kura Te Au »,.

## Hydrologie
La houle a été mesurée en 1977 ; hors phénomènes exceptionnels, la houle due au vent consiste en des vagues assez rapprochées, d'une période de 2 à 2,2 secondes, et d'une hauteur relativement médiocre, comprise entre 25 et 35 centimètres.
Les courants de marée, pour leur part, peuvent atteindre sept nœuds et provoquent à l'entrée du détroit des turbulences assez violentes, surtout quand le vent souffle du sud. Lors de marées descendantes, un tel vent du sud peut provoquer localement une série de déferlantes considérées comme dangereuses pour la navigation.

## Activités humaines

### Chasse à la baleine
De 1820 à 1864, la chasse à la baleine fait vivre le détroit. Plusieurs stations baleinières y sont implantées. Le lieu est en effet un lieu de passage sur les itinéraires de reproduction des baleines franches australes, des cachalots et des baleines à bosse. Des vigies sont placées sur West Head, à l'extrémité orientale du détroit, pour surveiller les entrées de cétacés et lancer les flottes de pêche. Cette activité diminue dès 1840, mais est relancée par la famille Perano au début du XXe siècle. À cette date, la vigie est déplacée d'une centaine de mètres vers l'amont, mais à une altitude plus élevée,,.
Rien qu'entre 1911 et 1964, les baleiniers du détroit de Cook tuent environ cinq mille baleines à bosse ; les cétacés, devenus très rares, renoncent à passer par le détroit de Cook et la dernière station baleinière ferme en 1964. Les postes d'observation sont relancés dans les années 2000 par le Ministère de la Conservation dans un but de comptabilisation, en partenariat avec le WWF et l'entreprise Dolphin Watch Ecotours. Les comptabilisations de 2004 à 2006 montre une timide remontée du nombre d'animaux, mais qui reste inférieur de 70% aux valeurs enregistrées dans les années 1960.

### Navigation

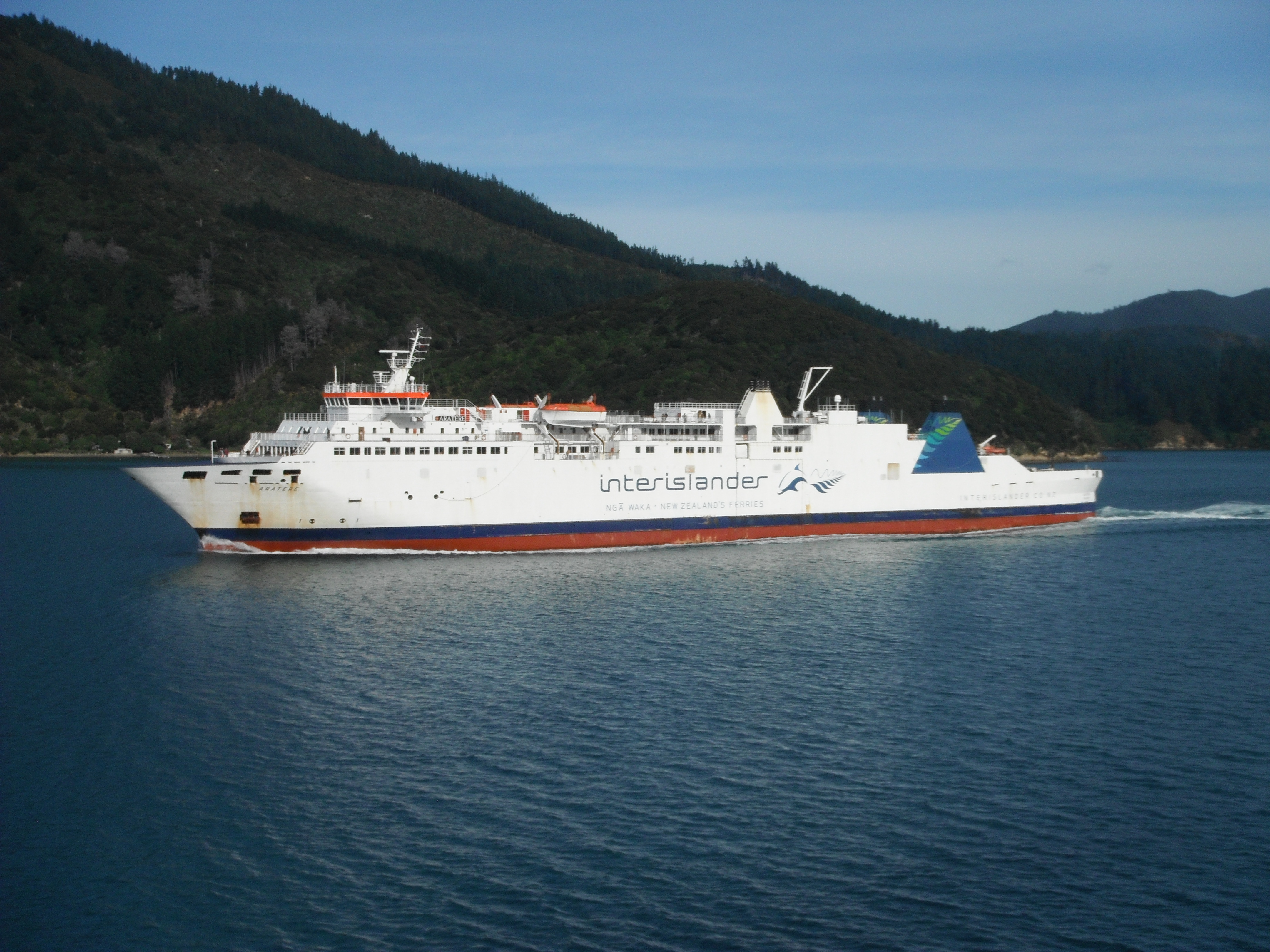
Le ferry Aratere traversant le Canal en juin 2018.

Le canal de Tory constitue la voie la plus courte pour aller de Picton à Wellington ; de nombreux bateaux l'empruntent donc. Le premier service régulier de ferry date par exemple de 1925. À partir de 1994-1995, des services rapides sont créés, avec des bateaux naviguant dans ces eaux à plus de vingt nœuds, soit 37 kilomètres par heure.

### Énergie marémotrice
Au début des années 2000, le scientifique Derek Goring interpelle les pouvoirs publics sur le potentiel hydrolien de la Nouvelle-Zélande, et notamment du canal de Tory. Il estime notamment qu'une seule machine dotée d'une hélice de six mètres de diamètre aurait une puissance de 6 kW et pourrait fournir une énergie de 145 KWh par jour ; avec une hélice de dix mètres de diamètre, il envisage une puissance de 17 kW et une énergie quotidienne fournie de 402 KWh ; il propose en conséquence d'en équiper toute la largeur du chenal.
Une étude d'implantation est menée en 2013 sur des sites de profondeur supérieure à trente mètres et où les vitesse des courants sont supérieures à deux mètres par seconde. La principale conclusion qui en résulte est que, dans le cas d'une implantation systématique de turbines, la puissance établie sera beaucoup plus faible que ce qu'une première analyse comme celle de 2003 laissait penser. Toutefois, une distribution plus limitée de turbines, en n'implantant ces dernières que dans les zones d'efficacité maximale, pourrait fortement accroître la productivité du système.